# 福田匡伸
福田 匡伸（ふくだ　まさのぶ、1939年 - 2001年）は、日本の写真家。大阪府出身。広告写真で活躍する一方で、作品も制作する。国内外受賞歴多数。

## 来歴
日本写真映像専門学校を卒業後、三越百貨店写真室に勤務。1963年スタジオノブを設立。多くの広告写真をてがける。
1980年代よりワイヤーやコンクリートなどの表面にイメージを焼き付ける作品を手掛ける。

## 作品
- 作品 Work, 1990年代
- 種子の系譜, 1990年代

## 著作
- ドイツにて花の写真詩集 評伝社, 1986
- ダイアリー花写真集 評伝社, 1986
- 木の箱 広橋桂子著 六耀社,1987
- ウルズラ&パウル・ヴェゲナー -花の作品:自然からの印象-  ウルズラ・ヴェゲナー著  六耀社, 2001

## 個展
- 1982年 - 銀粒子展/東京デザイナー・スペース 東京
- 1982年 - 雲映像展/ソニープラザ　大阪
- 1987年 - 東京デザイナー・スペース 東京
- 1987年 - ギャラリー白 大阪
- 1990年 - ギャラリー白 大阪
- 1991年 - 「福田匡伸の空間」写真展/電通アドギャラリー 東京
- 1993年 - ギャラリー白
- 1993年 - 山総美術 京都
- 1994年 - 東京デザイナー・スペース 東京
- 1995年 - 堀内フォトサロン 大阪
- 1995年 - 「写真装置」/ブレーンセンターギャラリー 大阪
- 1997年 - 「種子の系譜」/ギャラリー白 大阪
- 1997年 - 「種子の系譜」/ギンザ小松ギャラリー 東京
- 1998年 - 「種子の系譜II」/ギャラリー白 大阪
- 2002年 - 「種子の系譜」新作展/consent 大阪
- 2002年 - 「種子の系譜」新作展/WALL 東京

## 受賞歴
- 1965年 - 朝日広告賞、毎日広告賞
- 1977年 - カレンダー通商産業大臣賞
- 1983年 - ポスタークリオ賞
- 1984年 - 第9回神戸須磨離宮公園現代彫刻展 国立国際美術館賞
- 1985年 - ニューヨークADC賞 金賞
- 1991年 - 第20回現代日本美術展 入選